# 横截性
数学中，横截性是描述空间如何相交的概念，可以看做切的反面，在一般位置中发挥作用。横截性形式化了微分拓扑中一般交的概念，是通过考虑交空间在交点的线性化定义的。

## 定义

球面上的横截曲线

球面上的非横截曲线

给定有限维光滑流形的两子流形，若在交集的每一点，其各自的切空间共同生成该点处环绕空间的切空间，则称这两个子流形横截相交。不交的流形是虚横截的。若流形维度互补（即维度之和等于环绕空间维度），则条件意味着环绕流形的切空间是两较小切空间的直和。横截交是余维数等于两流形余维数之和的子流形。若没有横截性条件，则交可能有某种奇点，不是子流形。
具体来说，这意味着维度互补的横截子流形相交于孤立点（即0维流形）。若两子流形和环绕空间都有向，则交点也有向。0维的交的方向只是每个点的加号或减号。
给定流形M的两子流形{\displaystyle L_{1},\ L_{2}}的横截交可以记作{\displaystyle L_{1}\pitchfork L_{2}}，这样横截性的定义是
{\displaystyle L_{1}\pitchfork L_{2}\iff \forall p\in L_{1}\cap L_{2},T_{p}M=T_{p}L_{1}+T_{p}L_{2}.}

## 映射的横截性
一对子流形的横截性可以轻易推广为子流形与到环绕流形映射的横截性、一对到环绕流形的映射的横截性，方法是看切空间沿像交点之预像的前推是否生成了环绕流形的整个切空间。若映射是嵌入，则等价于子流形的横截性。

## 不同维度横截性的含义

横截性取决于环绕空间。如图所示的两条曲线嵌入平面时是横截的，但若嵌入3维空间，就不是横截的了

有横截映射{\displaystyle f_{1}:L_{1}\to M,\ f_{2}:L_{2}\to M}，其中{\displaystyle L_{1},L_{2}}、M分别是{\displaystyle \ell _{1},\ell _{2}}、m维流形。
则，横截性的意义因{\displaystyle M,L_{1},\ L_{2}}的相对维度不同而有很大差异。{\displaystyle \ell _{1}+\ell _{2}=m}时，横截性与相切性之间的关系最清晰。
分3种情形讨论：
1. {\displaystyle \ell _{1}+\ell _{2}<m}时，{\displaystyle L_{1},\ L_{2}}切空间的像不可能在任何一点上张成M的切空间，于是{\displaystyle f_{1},\ f_{2}}的交不可能是横截的。但非交流形虚真地满足这个条件，所以也可以说它们横截相交。
2. {\displaystyle \ell _{1}+\ell _{2}=m}时，{\displaystyle L_{1},\ L_{2}}切空间的像在交的每一点都可作直和，得到M的切空间。于是，其交由孤立的有符号点（即0维流形）组成。
3. {\displaystyle \ell _{1}+\ell _{2}>m}时，和不必是直和。实际上如果{\displaystyle f_{1},\ f_{2}}在交点处是浸入，就不能是直和，就像嵌入子流形的情形。若映射是浸入，其像之交将是{\displaystyle \ell _{1}+\ell _{2}-m}维流形。

## 交积
给定任意两光滑子流形，可以任意微量地扰动其中一个，从而使两者横截相交。这样的微扰不会影响流形或交的同调类。例如，若维度互补的流形横截相交，将其环绕同痕到另一个横截相交，交点数的符号和也不会改变（交点可以用模2计数，忽略符号，这样得到更粗的不变量）。这就产生了任意维度同调类的双线性交积，庞加莱对偶于上同调上的上积。与上积类似，交积也是分次交换的。

## 横截交的例子
最简单的非平凡例子是曲面上的弧。当且仅当两弧交点不是切点，即在曲面切平面内的切线不同时，两弧是横截相交的。
3维空间中，横截曲线不会相交。曲线会与曲面横截相交于点，曲面会彼此横截相交于曲线。与曲面相切于一点的曲线（如位于曲面上的曲线）不会横截相交。
下面是更特殊的例子：假设G是单李群，{\displaystyle {\mathfrak {g}}}是其李代数。由雅各布森-莫洛佐夫定理，所有幂零元{\displaystyle e\in {\mathfrak {g}}}都可包含于{\displaystyle {\mathfrak {sl_{2}}}}三元组{\displaystyle (e,h,f)}中。{\displaystyle {\mathfrak {sl_{2}}}}的表示论说明{\displaystyle {\mathfrak {g}}=[{\mathfrak {g}},e]\oplus {\mathfrak {g}}_{f}}。空间{\displaystyle [{\mathfrak {g}},e]}是伴随轨道{\displaystyle {\rm {{Ad}(G)e}}}在e处的切空间，于是仿射空间{\displaystyle e+{\mathfrak {g}}_{f}}与e的轨道横截相交。空间{\displaystyle e+{\mathfrak {g}}_{f}}也称作“Slodowy切片”。

## 应用

### 最优控制
在利用变分法或相关的庞特里亚金最大化原理的领域，横截性条件常用于控制优化问题解的类型。例如，它是以下形式问题的解曲线的必要条件：
{\displaystyle {\rm {min}}\int {F(x,y,y^{\prime })}{\rm {d}}x}，其中曲线端点不固定。
在很多此类问题中，解曲线都要横截穿过零倾（nullcline）线或其他描述终止条件的曲线。

### 解空间的光滑性
萨德定理的假设是映射横截性的特例。用萨德定理可以证明，维度互补的子流形之间，或子流形与到空间的映射之间的横截交是光滑子流形。例如，若将有向流形切丛的光滑截面（即向量场）视为基到总空间的映射，并与零截面（无论视作映射还是子流形）横截相交，则截面的零集（即向量场的奇点）形成基的光滑0维子空间（即有符号点集）。符号与向量场的指标一致，因此符号之和（即零集的基类）等于流形的欧拉特征。更一般地说，对于有限维有向光滑闭流形上的向量丛，横截于截面的零集是余维数等于丛之秩的基的子流形，其同调类庞加莱对偶于丛的欧拉类。
一个及其特殊的情形是：若实数到实数的可微函数在零点有非零的导数，则称之为简单零点，图像在此处横截于x轴；零导数意味着曲线的水平切线，与x轴的切空间一致。
举个无限维的例子，d-bar算子是黎曼曲面到殆复流形的映射空间上某巴拿赫空间丛的一个截面，其零集包含全纯映射。若可以证明d-bar算子横截于零截面，则此模空间将是光滑流形。这些因素在伪全纯曲线与格罗莫夫–威滕理论中起着基础性作用（注意此例中，为处理巴拿赫空间，横截性的定义必须细化！）。